# タッチ・オブ・スパイス
『タッチ・オブ・スパイス』（A Touch of Spice：ギリシャ語:Πολίτικη Κουζίνα：ラテン文字転写:Politiki kouzina）は2003年のギリシャの映画。
2003年 テッサロニキ国際映画祭 10部門受賞（最優秀作品賞/監督賞/脚本賞/撮影賞/編集賞/音響賞/音楽賞/美術賞/観客賞/技術省）
公開時のキャッチコピーは「人生は料理と同じ。 深みを出すのは ひとつまみのスパイス。」

## 概要
トルコ、ギリシャの政治対立により国外退去命令となったギリシャ人一家の少年ファニスが、大人になった2003年のギリシャ・アテネと古都コンスタンチノープル（現・イスタンブール）の歴史を背景に、祖父とスパイスの思い出を巡り綴られるドラマ。

## キャスト
| 役名                 | 俳優                         | 日本語吹替 |
| -------------------- | ---------------------------- | ---------- |
| ファニス             | ジョージ・コラフェイス       | 安齋龍太   |
| 祖父ヴァシリス       | タソス・バンディス           |            |
| ファニス（少年時代） | マルコス・オッセ             | 彩木香里   |
| サイメ               | バサク・コクルカヤ           |            |
| サヴァス             | イエロクリス・ミハイリディス |            |
| ソルタナ             | レニア・ルイジドゥ           | 日下ちひろ |